# Heinrich Göbel

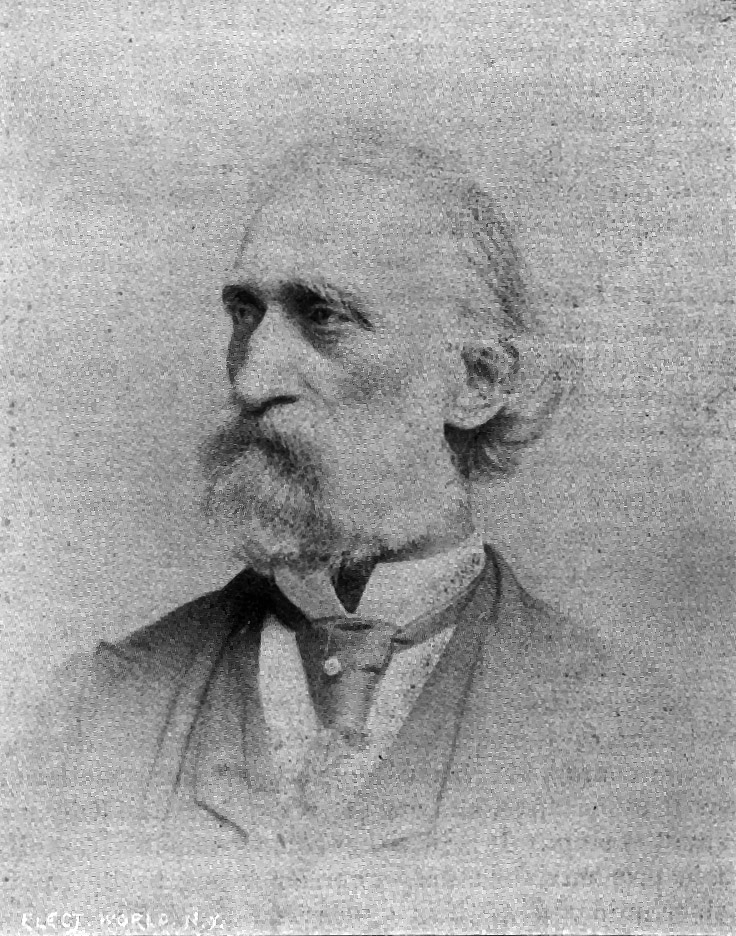
Heinrich Göbel, první zveřejněná fotografie, leden 1893

Heinrich Göbel, známý též jako Henry Goebel (20. dubna 1818 Springe u Hannoveru, Německo – 4. prosince 1893 New York, USA), byl hodinář a vynálezce německého původu. V roce 1848 emigroval do New Yorku, kde pobýval až do své smrti. V roce 1865 získal americké občanství.
Göbel získal patenty na zdokonalení šicích strojů (1865), zdokonalení Geisslerova čerpadla (1882) a techniku spojování uhlíkových vláken s kovovými dráty v žárovkách (1882). Tyto tři patenty neměly žádný vliv na další vývoj techniky.
Po Göbelově smrti vznikla legenda, že Göbel byl pravým vynálezcem žárovky.

## Spor o vynález žárovky
V roce 1893 se v časopisech a novinách objevily informace, že o 25 let dříve Göbel objevil žárovku srovnatelnou s těmi, jež vynalezl v roce 1879 Thomas Alva Edison. Göbel nepožádal o patent.
V roce 1893 společnost Edison Electric Light Company žalovala tři výrobce žárovek za porušení Edisonova patentu. Tyto společnosti se hájily tím, že Göbel žárovku vynalezl o 25 let dříve. Tento případ se stal známým jako Goebel-Defense (Göbelova obhajoba).
Soudci čtyř soudů vyjádřili pochybnosti; pro údajné prvenství neexistoval přesvědčivý důkaz. Výzkumná práce publikovaná v roce 2007 dospěla k závěru, že Göbelova obhajoba byla podvodem. 
Dne 30. dubna 1882 informoval článek v New York Times o výstavě žárovek v Göbelově obchodě. Jednalo se o žárovky s vysoce odolnými uhlíkovými vlákny z vláken rákosu. Podle článku Göbel tvrdil, že elektrické osvětlení není tak novým vynálezem, jako se všeobecně soudilo, a že jej znal od svého působení v Německu. Tvrdil, že elektrická světla vyrábí od 50. let 19. století, aniž by však uvedl technické podrobnosti.
V roce 1882 Göbel nabídl své vynálezy na prodej společnosti Edison Electric Light Co. za několik tisíc dolarů, ale Edison nabídku nepřijal, neboť vynález nepovažoval za užitečný.
Kvůli článku navštívilo Göbela v 80. letech 19. století několik patentových právníků, kteří se zajímali o rané vynálezy žárovek, aby zpochybnili Edisonův patent z roku 1880. Později oznámili, že Göbel nepodal mnoho důkazů a nebyl schopen představit staré lampy.

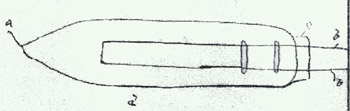
Nákres Göbelovy lampy č. 1. Zdroj: Čestné prohlášení Heiricha Göbela, 21. ledna 1893

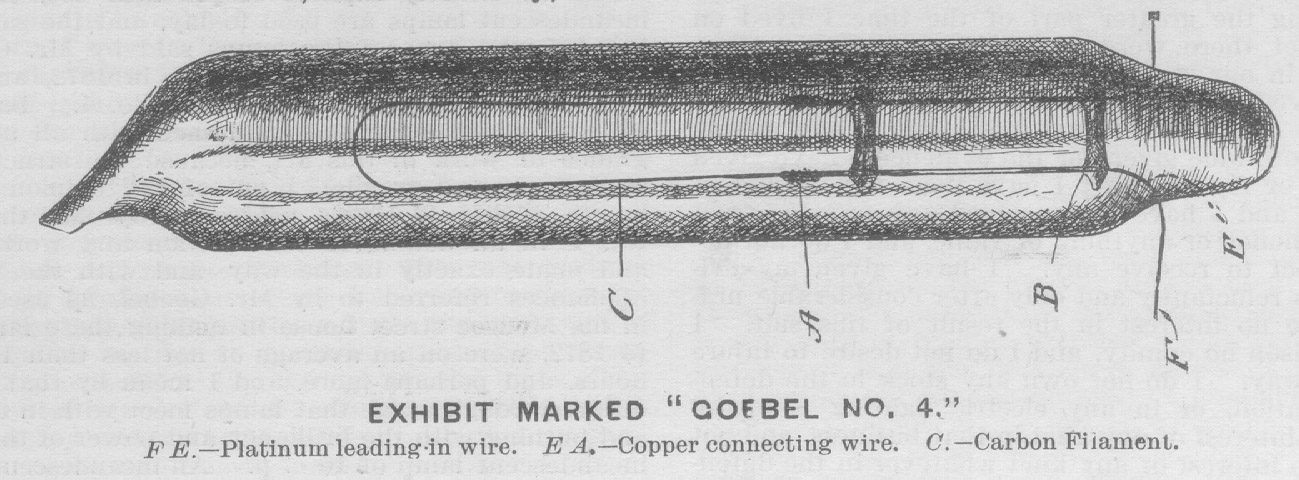
Göbelova lampa č. 4. Heinrich Göbel tvrdil, že tuto lampu vyrobil před rokem 1872.

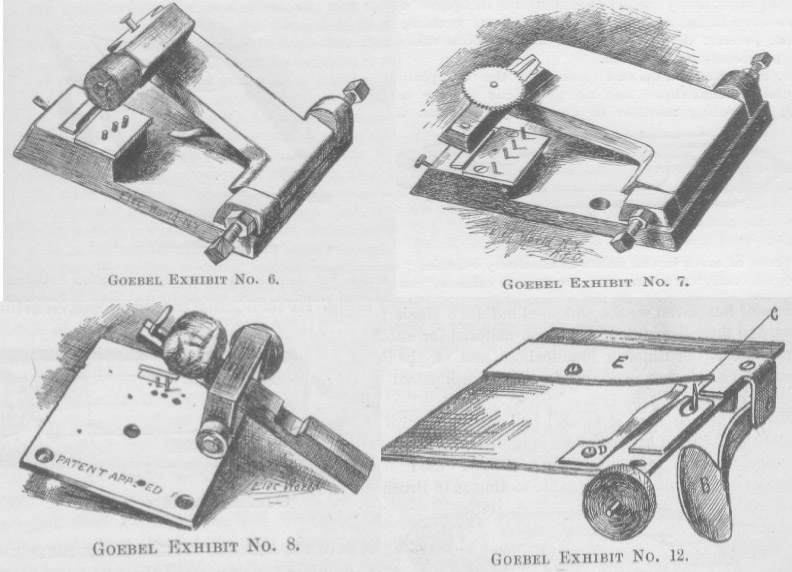
Nástroje pro výrobu tenkých uhlíkových vláken, předložené u soudu 1893. Heinrich Göbel je dle vlastních slov zkonstruoval a používal v 70. letech 19. století.

V roce 1892 dospěl soudní spor Edison Electric Light Co. vs. United States Electric Lighting Co. z roku 1885 ke konečnému rozhodnutí. Soud potvrdil, že Thomas Edison je držitelem patentů týkajících se žárovky.

## Americké patenty udělené Heinrichu Göbelovi
- Patent 47.632 „Lemování pro šicí stroje“, 9. května 1865 [3]
- Patent 252.658 „Vakuové čerpadlo (Vylepšení Geisslerova systému vakuových čerpadel“), 24. ledna 1882 [4]
- Patent 266.358 „Elektrická žárovka (objímky pro připojení uhlíkového vlákna a vodivých drátů)“, 24. října 1882